# HMS Agincourt (1913)
La HMS Agincourt, quarta nave da guerra britannica a portare questo nome, era una dreadnought della Royal Navy in servizio durante la prima guerra mondiale. La nave da guerra era stata in origine ordinata, con il nome Rio de Janeiro, dalla marina brasiliana in seguito alla corsa al riarmo navale con il Cile e l'Argentina.

## Servizio e storia
Il progetto era estremamente ambizioso in quanto era la dreadnought più grande e con il maggior numero di cannoni di grande calibro mai pensata fino ad allora. Le sue 7 torri binate per un totale di 14 pezzi da 305/45mm davano alla nave un numero di pezzi che non fu mai eguagliato. La nave venne impostata nel settembre 1911 presso i cantieri Armstrong. La crisi economica dello stesso anno ed il migliorare delle relazioni diplomatiche con l'Argentina ed il Cile spinsero il governo brasiliano a vendere la nave. Vendita che riuscì nel gennaio del 1914 quando l'Impero ottomano, desideroso di creare una flotta moderna, decise di acquistare la Rio de Janeiro per £2,725,000 e la ribattezzò Sultan Osman I. Il nuovo proprietario non ordinò nessuna modifica degna di nota tranne che per l'arredamento. Questo era estremamente lussuoso, tanto che l'equipaggio soprannominò la nave «gin house» (termine colloquiale per indicare le case chiuse che avevano arredamenti orientaleggianti).
Lo scoppio della prima guerra mondiale indusse l'Ammiragliato, diretto da Winston Churchill, a porre una sorta di ultimatum alla Turchia: la Royal Navy avrebbe requisito la nave per la durata delle ostilità e pagato un indennizzo alla fine della guerra alla Turchia a patto che restasse neutrale. La Turchia rifiutò sdegnata e questa mossa la spinse sempre più in campo tedesco. Il 1º agosto un distaccamento degli Sherwood Foresters prese possesso della nave ed il giorno dopo il capitano Nicholson issò la White Ensign e la nave fu rinominata HMS Agincourt. Dopo un periodo di acclimatamento, la nave raggiunse la Grand Fleet il 7 settembre 1914 ed entrò a far parte del «Quarto squadrone da battaglia» (Fourth Battle Squadron). Poco prima della battaglia dello Jutland fu trasferita al «Primo squadrone da battaglia».
La lunghezza della nave e l'enorme numero di cannoni da 305 aveva sempre causato grande scetticismo nella Royal Navy sull'abilità della nave di far fuoco di bordata (con tutti i cannoni contemporaneamente) senza avere danni strutturali; questi dubbi furono fugati durante la battaglia dello Jutland, durante la quale la nave sparò 144 colpi di cui 84 su fuoco di bordata mettendo a tacere i suoi detrattori. Durante questa battaglia, l'unica che la vide impiegata, la nave non riportò danni e tra il suo equipaggio non ci furono né morti né feriti.
Nel 1918 entrò a far parte del «Secondo squadrone da battaglia» e partecipò alla scorta della Kaiserliche Marine a Scapa Flow. Nel 1919 fu decommissionata per essere poi rimessa in servizio lo stesso anno come nave sperimentale. In seguito a lavori nel 1920 perse 5 delle sue 7 torri binate e fu definitivamente radiata nel 1921 e venduta il 19 dicembre 1922 per la demolizione.

## Armamento

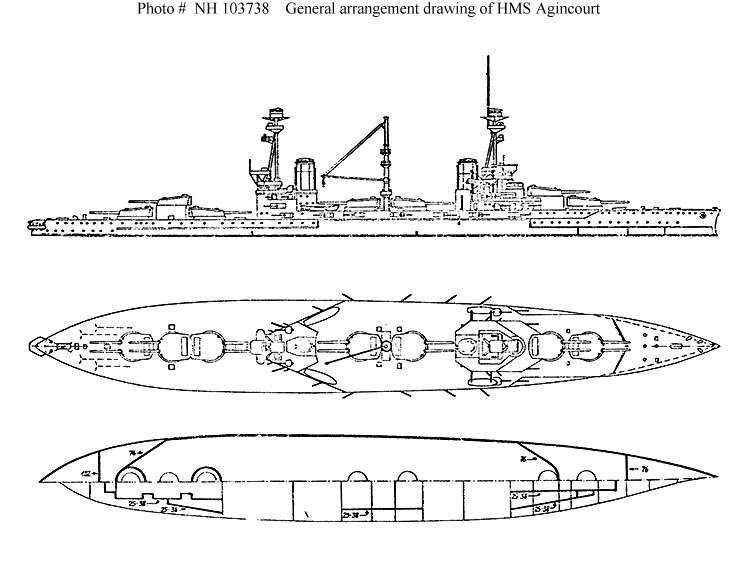
Schemi della Agincourt

L'armamento principale era composto da cannoni da 305/45mm Mk X, sviluppati dalla Elswick come armamento esclusivo per queste navi, con tanto di torri appositamente studiate, sempre dalla stessa ditta.
La massa del cannone Mk X, 45 calibri, era di circa 57.000 kg senza culatta, mentre il peso delle torri binate era di 460 tonnellate. Le torri binate erano 7: 2  a prua (con la seconda sopraelevata), 2 a mezzanave e 3 a poppa (con la centrale sopraelevata). Non sorprendentemente, queste torri, tutte lungo la linea di mezzeria della nave (con cannoni da 13,5+ metri) richiedevano uno scafo di una lunghezza mai raggiunta prima da una nave da battaglia. Non sorprenderà nemmeno che le torri, un piccolo universo a sé nella struttura delle navi dell'epoca, anziché i soliti nomi tipo A, B (prua), X e Y (poppa), si chiamavano come i giorni della settimana, da Monday a Sunday.
L'armamento secondario era composto da 20 pezzi in casamatta da 152mm, 10 pezzi da 76 mm ed una batteria antiaerea binata da 76mm. Inoltre la nave disponeva di tre tubi lanciasiluri da 533mm.